# Niżnieje Bolszoje
Niżnieje Bolszoje (ros. Нижнее Большое) – wieś (ros. село, trb. sieło) w zachodniej Rosji, centrum administracyjne sielsowietu bolszowskiego rejonu wołowskiego w obwodzie lipieckim.

## Geografia
Miejscowość położona jest nad ruczajem Bolszoj, 4 km od centrum administracyjnego rejonu (Wołowo), 136 km od stolicy obwodu (Lipieck).
W granicach miejscowości znajdują się ulice: Bieriegowaja, Centralnaja, zaułek Centralnyj, Kałużskaja, zaułek Kałużskij, Ługowaja, Mołodiożnaja, Polewaja, Szkolnaja, zaułek Szkolnyj, Zariecznaja.

## Demografia
W 2012 r. miejscowość zamieszkiwało 780 osób.